# Golf van Manfredonia
De Golf van Manfredonia (Italiaans: Golfo di Manfredonia) is een golf aan de oostkust van Italië. De golf is onderdeel van de Adriatische Zee. De noordgrens van de baai wordt gevormd door het schiereiland Gargano en ten zuiden wordt de baai begrenst door de kust van Apulië. Een aantal rivieren stromen de golf in, waaronder de Carapelle en de Cervaro, en langs de kust liggen een aantal moerassen, zoals de Saline di Margherita di Savoia. De golf is vernoemd naar de gelijknamige plaats Manfredonia. Andere plaatsen aan de golf zijn Margherita di Savoia, Mattinata en Zapponeta.